# You Are
『You Are』（ユー・アー）は、2003年9月3日にavex traxからリリースされた、Ruppinaの通算4作目となるシングル。

## 解説
3ヵ月連続リリースの第2弾となるシングル。表題曲は、テレビ朝日系 木曜ドラマ『菊次郎とさき』第1シリーズの挿入歌に起用された。またCOLDFEETによるリミックスバージョンも収録されている。

## 収録曲
1. You Are [5:18]
作詞：Ruppina / 作曲：Yasuo Ohtani / 編曲：Naoto Suzuki
テレビ朝日系 木曜ドラマ『菊次郎とさき』第1シリーズ挿入歌
2. You Are (for TV-DRAMA Mix) [5:32]
3. You Are (COLDFEET Remix) [4:47]
4. You Are (Instrumental) [5:20]